# 吉爾·巴頓·沃許
吉爾·巴頓·沃許，CBE，FRSL（英語：Jill Paton Walsh，1937年4月29日—2020年10月18日），英國小說家和兒童文學家。
吉爾·巴頓·沃許生於Gillian Bliss，就讀於倫敦北芬奇利聖邁克爾修道院，她在牛津大學聖安妮學院就讀英語文學。她住在劍橋。
1998年，她贏得了兒童文學協會頒發的鳳凰獎。。

## 文獻
1. ↑  .   [2013-07-21]. （原始内容存档于2010-03-08）.
2. ↑  "Phoenix Award Brochure 2012"[永久]. Children's Literature Association. Retrieved 2013-03-02.
 See also the current homepage, "Phoenix Award" （页面存档备份，存于）.